# Cipresso (araldica)
In araldica il cipresso è simbolo di incorruttibilità, perché non attaccato dai tarli, e conseguentemente di perpetuità della fama. Gli antichi ritenevano che fosse più resistente del bronzo e, per questo, si dice che Platone ordinasse di scrivere le leggi su tavole di questo legno.

D'azzurro, al cipresso piantato su una pianura, il tutto di verde, alla fascia d'argento attraversante, accompagnata nel cantone destro del capo da una stella cometa d'oro disposta in banda e in punta da due gigli del medesimo (stemma del Casato Pecci)
D'azzurro, al cipresso sradicato d'oro, cimato da una tortora d'argento (stemma di Furmeyer, Francia)
Tre cipressi di verde, fustati al naturale, nodriti su tre montagne di verde (Piedimonte Matese)